# Вентоза (Латина)
Вентоза је насеље у Италији у округу Латина, региону Лацио.
Према процени из 2011. у насељу је живело 540 становника. Насеље се налази на надморској висини од 11 м.